# 旺斯河畔蒙蒂尼
旺斯河畔蒙蒂尼（法語：Montigny-sur-Vence，法語發音：[mɔ̃tiɲi syʁ vɑ̃s]）是法国大東部大區阿登省的一个市镇，属于沙勒维尔-梅济耶尔区。

## 地理
旺斯河畔蒙蒂尼（49°38'48"N, 4°37'2"E）面积8.24 平方千米，位于法国大東部大區阿登省，该省份为法国北部内陆省份，西接埃纳省，南至马恩省，东临默兹省，北与比利时接壤。
与旺斯河畔蒙蒂尼接壤的市镇（或旧市镇、城区）包括：阿尼库尔、马泽尔尼、普瓦-泰龙、赖伊库尔、图利尼。

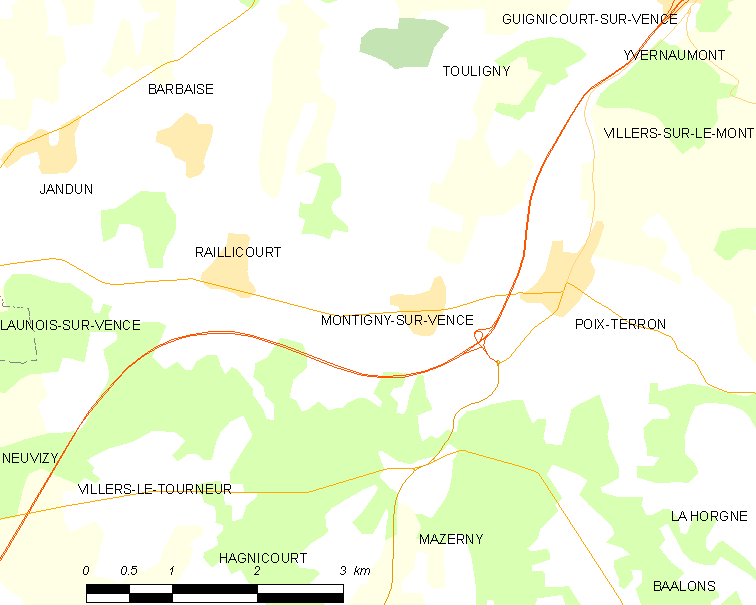
旺斯河畔蒙蒂尼的OSM定位图

旺斯河畔蒙蒂尼的时区为UTC+01:00、UTC+02:00（夏令时）。

## 行政
旺斯河畔蒙蒂尼的邮政编码为08430，INSEE市镇编码为08305。

## 政治
旺斯河畔蒙蒂尼所属的省级选区为默兹河畔努维永县。

## 人口

1962-2008年间旺斯河畔蒙蒂尼人口变化图示

旺斯河畔蒙蒂尼于2022年1月1日时的人口数量为220人。